# Zes karakterstukken voor viool en piano
Zes karakterstukken voor viool en piano is een compositie van Johan Halvorsen. Halvorsen componeerde het werk, dat uit zes delen bestaat, gedurende zijn verblijf in Helsinki. Hij,violist, voerde het werk zelf voor het eerst uit op en wel op 16 februari 1891 in Helsinki met William Dayas achter de piano.
De delen zijn (het werk werd voor het eerst in Duitsland uitgegeven):
1. Praeludium
2. Einsamkeit
3. Ein Volkslied
4. Geplauper (geklets)
5. Albumblatt
6. Abendstimmung